# Comitê Paralímpico de El Salvador
O Comitê Paralímpico de El Salvador (em castelhano:  Comité Paralímpico de El Salvador) é a organização responsável pela gestão das atividades esportivas paralímpicas em El Salvador, e representa o país perante o Comitê Paralímpico Internacional desde o ano de 1984. Sua sede está localizada na cidade de San Salvador, em El Salvador.